# Broadwoodkelly
Broadwoodkelly – wieś i civil parish w Anglii, w hrabstwie Devon, w dystrykcie West Devon. W 2011 roku civil parish liczyła 237 mieszkańców. Broadwood Kelly jest wspomniana w Domesday Book (1086) jako Bradehode/Bradehoda.